# Nekrolog 3. Quartal 1975
Nekrolog
◄◄
| ◄
| 1971
| 1972
| 1973
| 1974
| 1975 | 1976 | 1977 | 1978 | 1979 | ► | ►►
1. Quartal |
2. Quartal |
3. Quartal |
4. Quartal 1975
Weitere Ereignisse | Allgemeiner Nekrolog 1975
Die Beschreibung der verstorbenen Person sollte so kurz wie möglich gehalten sein und nur deren signifikante Tätigkeit(en) enthalten.
Neue Namen ggf. auch unter dem Geburts- und Sterbedatum, also etwa unter 1. Januar und im Geburts- und Sterbejahr (2024) eintragen (nur bei entsprechender großer Wichtigkeit). Für Beispiele siehe die schon vorhandenen Artikel.
Außerdem über die fünf zuletzt Verstorbenen, zu denen es einen ausreichend guten Artikel für eine Präsentation auf der Hauptseite gibt, nach der todesbedingten Überarbeitung der Artikel ggf. auch unter Wikipedia Diskussion:Hauptseite informieren und sie am besten auch in den anderen Wikipedia-Sprachversionen eintragen. Tipp: Regelmäßig bei news.google.de nach „ist tot“, „gestorben“ oder „verstorben“ suchen.
Wenn eine Person gestorben ist, gibt es viele Seiten zu dieser Person in der Wikipedia, die davon auch betroffen sind und entsprechend aktualisiert werden müssen. Beispiele: Namenübersichtsseite, Geburtsjahr, Geburtsort-Seiten und viele mehr.
Wie finde ich die betroffenen Seiten?
Im Suchfeld auf der linken Seite gibt man den Suchbegriff so ein: „Vorname Nachname“. Dann klickt man auf Volltext und alle Seiten mit entsprechendem Suchtext werden aufgerufen. Hier sieht man dann schnell, wo auch das Todesjahr Sinn macht oder sogar ein Teil des Artikels angepasst werden muss. Auch hilft das „Werkzeug“ auf der linken Seite sehr gut, um solche Seiten aufzufinden: „Links auf diese Seite“. Somit ist die Wikipedia wieder aktuell in allen Bereichen! Hinweis: bei Eintragung der Kategorie „Gestorben JAHR“ wird der Missbrauchsfilter 49 ausgelöst, was jedoch nicht schlimm ist. Siehe: Spezial:Missbrauchsfilter/49
Dies ist eine Liste von im dritten Quartal 1975 verstorbenen bekannten Persönlichkeiten. Die Einträge erfolgen innerhalb der einzelnen Daten alphabetisch sortiert. Tiere sind im Nekrolog für Tiere zu finden.

## Juli
| Tag      | Name                                    | Beruf, bekannt als                                                                                    | Alter | Beleg |
| -------- | --------------------------------------- | --- | ----- | ----- |
| 1. Juli  | Gustinus Ambrosi                        | österreichischer Bildhauer                                                                            | 82    |       |
| 1. Juli  | Hugo Lorenzetti                         | französischer Radrennfahrer und Schrittmacher                                                         | 62    |       |
| 1. Juli  | Walter Steinecke                        | deutscher Politiker (NSDAP), MdR und Künstler                                                         | 87    |       |
| 2. Juli  | Ja’akov-Micha’el Chasani                | israelischer Politiker                                                                                | 62    |       |
| 2. Juli  | Wilhelm Koppe                           | deutscher Offizier, SS-Führer, Politiker (NSDAP), MdR und Polizist                                    | 79    |       |
| 2. Juli  | Benno Martin                            | deutscher Jurist, SS-Obergruppenführer                                                                | 82    |       |
| 2. Juli  | James Robertson Justice                 | britischer Schauspieler und Ornithologe                                                               | 68    |       |
| 2. Juli  | Benno Rabinof                           | US-amerikanischer Violinist jüdisch-russischer Familienherkunft                                       | 64    |       |
| 2. Juli  | Werner Schütz                           | deutscher Jurist und Politiker (CDU), MdL                                                             | 75    |       |
| 2. Juli  | Hanns Studniczka                        | deutscher Schriftsteller, Übersetzer und Jurist                                                       | 84    |       |
| 3. Juli  | Julius Epstein                          | österreichisch-US-amerikanischer Journalist, Autor und Politikwissenschaftler                         | 73    |       |
| 3. Juli  | Heinrich Faust                          | deutscher Meteorologe                                                                                 | 63    |       |
| 3. Juli  | Arne Halse                              | norwegischer Leichtathlet                                                                             | 87    |       |
| 3. Juli  | Sigrið av Skarði Joensen                | färöische Publizistin, Lehrerin und Feministin                                                        | 67    |       |
| 3. Juli  | Alexei Iwanowitsch Schachurin           | sowjetischer Politiker, Minister für Luftfahrt                                                        | 71    |       |
| 3. Juli  | Werner Schwarze                         | deutscher Kommunist                                                                                   | 68    |       |
| 4. Juli  | Alfredo Alves                           | brasilianischer Fußballnationalspieler                                                                | 70    |       |
| 4. Juli  | Luigi Carlo Borromeo                    | italienischer Geistlicher, Bischof von Pesaro                                                         | 81    |       |
| 4. Juli  | Otto Dowidat                            | deutscher Unternehmer und Politiker (FDP), MdB                                                        | 78    |       |
| 4. Juli  | Ernst Reinhold Kerber                   | österreichischer Politiker (ÖVP), Mitglied des Bundesrates                                            | 45    |       |
| 4. Juli  | Argemiro Pinheiro da Silva              | brasilianischer Fußballspieler                                                                        | 60    |       |
| 5. Juli  | Hans Bauerreiß                          | deutscher Politiker (CSU), MdL Bayern                                                                 | 67    |       |
| 5. Juli  | Hans Biäsch                             | Schweizer Psychologe, Professor und Pionier der angewandten Psychologie in der Schweiz                | 73    |       |
| 5. Juli  | Federico Collino                        | italienischer Schauspieler                                                                            | 82    |       |
| 5. Juli  | Gilda dalla Rizza                       | italienische Opernsängerin (Sopran)                                                                   | 82    |       |
| 5. Juli  | Otto Skorzeny                           | österreichischer Offizier der Waffen-SS, führte Kommandoeinsätze im Zweiten Weltkrieg durch           | 67    |       |
| 5. Juli  | Rudolf Smend                            | deutscher Staats- und Kirchenrechtler                                                                 | 93    |       |
| 5. Juli  | Pawlo Wirskyj                           | ukrainischer Tänzer und Choreograf                                                                    | 70    |       |
| 5. Juli  | Aarne Artur Wuorimaa                    | finnischer Diplomat                                                                                   | 83    |       |
| 6. Juli  | Margret Boveri                          | deutsche Journalistin und Schriftstellerin                                                            | 74    |       |
| 6. Juli  | Richard W. Hoffman                      | US-amerikanischer Politiker                                                                           | 81    |       |
| 6. Juli  | Reşad Ekrem Koçu                        | türkischer Historiker, Autor und Publizist                                                            |       |       |
| 6. Juli  | Carl Krall                              | österreichischer Maler, Werbegrafiker und Komponist                                                   | 84    |       |
| 6. Juli  | Gotthold Ephraim Lessing                | deutscher Dirigent und Hochschullehrer                                                                | 71    |       |
| 6. Juli  | Olive Pink                              | australische Illustratorin, Anthropologin und Aktivistin für die Rechte der Aborigines                | 91    |       |
| 6. Juli  | Otto Schwerdt                           | deutscher SS-Hauptsturmführer, Leiter der Petergruppe                                                 | 60    |       |
| 6. Juli  | Mary Stocks, Baroness Stocks            | britische Wirtschaftswissenschaftlerin, Frauenrechtlerin und Politikerin                              | 83    |       |
| 7. Juli  | Jacob Bjerknes                          | norwegisch-US-amerikanischer Meteorologe                                                              | 77    |       |
| 7. Juli  | Henri Deglane                           | französischer Ringer                                                                                  | 73    |       |
| 7. Juli  | Johann Deing                            | deutscher Politiker (Zentrum) und Geschäftsführer                                                     | 74    |       |
| 7. Juli  | Vito Frazzi                             | italienischer Komponist und Musikpädagoge                                                             | 86    |       |
| 7. Juli  | William Vallance Douglas Hodge          | britischer Mathematiker                                                                               | 72    |       |
| 7. Juli  | Josef M. Kratky                         | österreichischer Kapellmeister, Alleinunterhalter und Komponist                                       | 74    |       |
| 7. Juli  | Hermann Kupferschmid                    | deutscher Maler und Radierer                                                                          | 89    |       |
| 7. Juli  | George Morgan                           | US-amerikanischer Country-Sänger                                                                      | 51    |       |
| 7. Juli  | Erich Ruppel                            | deutscher Kirchenverwaltungsjurist                                                                    | 72    |       |
| 7. Juli  | Johannes Walterscheid                   | deutscher Geistlicher                                                                                 | 94    |       |
| 8. Juli  | Stanislas Bober                         | französischer Radrennfahrer                                                                           | 45    |       |
| 8. Juli  | Karl Brandt                             | deutsch-US-amerikanischer Wirtschaftswissenschaftler                                                  | 76    |       |
| 8. Juli  | Egil Offenberg                          | norwegischer Politiker (Høyre), Minister und Unternehmer                                              | 76    |       |
| 8. Juli  | Thomas George Eyre Powell               | britischer Prähistoriker                                                                              |       |       |
| 8. Juli  | Frieda Roß                              | deutsche Politikerin (SPD), MdHB                                                                      | 75    |       |
| 8. Juli  | Raffaele Scorzoni                       | italienischer Fußballschiedsrichter und -funktionär                                                   | 73    |       |
| 8. Juli  | Lennart Skoglund                        | schwedischer Fußballspieler                                                                           | 45    |       |
| 8. Juli  | François Urago                          | französischer Radrennfahrer                                                                           | 70    |       |
| 8. Juli  | Eduard Zellweger                        | Schweizer Jurist, Rechtsanwalt, Politiker (SP) und Diplomat                                           | 73    |       |
| 9. Juli  | Kārlis Bukass                           | lettischer Skilangläufer                                                                              | 71    |       |
| 9. Juli  | Luise Erhard                            | deutsche Volkswirtin und Kanzlergattin                                                                | 82    |       |
| 9. Juli  | Willi Händler                           | deutscher Rennrodler                                                                                  | 72    |       |
| 9. Juli  | Lawrence Lipton                         | US-amerikanischer Journalist und Schriftsteller                                                       | 76    |       |
| 9. Juli  | Roman Odzierzyński                      | polnischer Politiker, Ministerpräsident Polens und Brigadegeneral                                     | 83    |       |
| 9. Juli  | Alois Pledl                             | deutscher Fußballspieler                                                                              | 71    |       |
| 9. Juli  | Franz Six                               | deutscher Zeitungswissenschaftler, SS-Offizier, NS-Funktionär und Kriegsverbrecher                    | 65    |       |
| 9. Juli  | Mathias Torstensen                      | norwegischer Ruderer                                                                                  | 82    |       |
| 10. Juli | Ernst Fischer                           | deutscher Komponist                                                                                   | 75    |       |
| 10. Juli | Hazel Gaudet-Erskine                    | US-amerikanische Sozial- und Kommunikationswissenschaftlerin                                          | 66    |       |
| 10. Juli | Jenő Kerényi                            | ungarischer Bildhauer                                                                                 | 67    |       |
| 10. Juli | Hans-Georg Sachs                        | deutscher Verwaltungsjurist, Ministerialbeamter und Botschafter                                       | 64    |       |
| 10. Juli | Achille Van Acker                       | belgischer Premierminister                                                                            | 77    |       |
| 10. Juli | Trude Wollschläger                      | deutsche Schwimmerin                                                                                  | 62    |       |
| 11. Juli | Ervin Bossányi                          | ungarischer Maler und Kunsthandwerker                                                                 | 84    |       |
| 11. Juli | Andrew Cordier                          | US-amerikanischer Politologe und Beamter                                                              | 74    |       |
| 11. Juli | Kurt Pinthus                            | deutscher Schriftsteller                                                                              | 89    |       |
| 12. Juli | Ladislav Fikar                          | tschechischer Schriftsteller und Übersetzer                                                           | 55    |       |
| 12. Juli | Kurt Gaede                              | deutscher Ingenieur                                                                                   | 88    |       |
| 12. Juli | Vivi Gioi                               | italienische Schauspielerin                                                                           | 61    |       |
| 12. Juli | Paul Putzig                             | deutscher Politiker (SPD), MdB                                                                        | 71    |       |
| 12. Juli | Wilhelm Salzer                          | österreichischer Politiker (CSP, ÖVP), Mitglied des Bundesrates                                       | 79    |       |
| 12. Juli | Werner Ziegenfuß                        | deutscher Soziologe, Buchautor und Hochschullehrer                                                    | 70    |       |
| 13. Juli | Walter S. Baring                        | US-amerikanischer Politiker                                                                           | 63    |       |
| 13. Juli | Judith Graham Pool                      | US-amerikanische Medizinerin und Hochschullehrerin                                                    | 56    |       |
| 13. Juli | Thomas Walter Swan                      | US-amerikanischer Jurist und Hochschullehrer                                                          | 97    |       |
| 13. Juli | Latife Uşşaki                           | Ehefrau von Mustafa Kemal Atatürk (1923–1925)                                                         | 76    |       |
| 13. Juli | Hertha Vogel-Voll                       | deutsche Theater- und Buchautorin                                                                     | 76    |       |
| 13. Juli | Lawrence G. Williams                    | US-amerikanischer Politiker                                                                           | 61    |       |
| 14. Juli | Hermann Ahrens                          | deutscher Politiker (NSDAP, GB/BHE, GDP), MdL, MdB                                                    | 73    |       |
| 14. Juli | Wilhelm Baessler                        | deutscher Hotelier und Politiker (CDU), MdL                                                           | 96    |       |
| 14. Juli | Jaroslav Brož                           | tschechischer Weitspringer                                                                            | 24    |       |
| 14. Juli | Maurice Freedman                        | britischer Anthropologe und Ethnologe                                                                 | 54    |       |
| 14. Juli | Georg Hoerger                           | deutscher Marathonläufer                                                                              | 77    |       |
| 14. Juli | Jehan Mayoux                            | französischer Dichter, Lehrer und Pazifist                                                            | 70    |       |
| 14. Juli | Picaflor de los Andes                   | peruanischer Musiker                                                                                  | 45    |       |
| 14. Juli | Zutty Singleton                         | US-amerikanischer Jazz-Schlagzeuger                                                                   | 77    |       |
| 15. Juli | Leopold Bürkner                         | deutscher Marineoffizier, zuletzt Vizeadmiral im Zweiten Weltkrieg                                    | 81    |       |
| 15. Juli | Josef Fritz                             | österreichischer Politiker (ÖVP)                                                                      | 49    |       |
| 15. Juli | Artur Heinrich                          | deutscher Politiker (FDP), MdL                                                                        | 71    |       |
| 16. Juli | Hermann Cordemann                       | deutscher Offizier und Politiker (NSDAP)                                                              | 84    |       |
| 16. Juli | Erik Sjöqvist                           | schwedischer Klassischer Archäologe                                                                   | 72    |       |
| 17. Juli | Konstantine Gamsachurdia                | georgischer Schriftsteller                                                                            | 82    |       |
| 17. Juli | Claude Perry                            | US-amerikanischer American-Football-Spieler                                                           | 73    |       |
| 17. Juli | Gerhard Prager                          | deutscher Redakteur, Fernsehproduzent und Schriftsteller                                              | 55    |       |
| 18. Juli | Gottlieb Amstein                        | Schweizer Radrennfahrer                                                                               | 68    |       |
| 18. Juli | Vaughn Bodē                             | US-amerikanischer Comiczeichner                                                                       | 33    |       |
| 18. Juli | Raffaele Ciasca                         | italienischer Historiker, Jurist und Politiker                                                        | 87    |       |
| 18. Juli | Ragna Enking                            | deutsche Archäologin und Etruskologin                                                                 | 77    |       |
| 18. Juli | Karl Friedrich von Frank                | österreichischer Historiker, Genealoge, Heraldiker                                                    | 80    |       |
| 18. Juli | Carl O. Sauer                           | US-amerikanischer Geograph                                                                            | 85    |       |
| 18. Juli | Gilbert Percy Whitley                   | australischer Ichthyologe                                                                             | 72    |       |
| 19. Juli | Alfred Bergmann                         | deutscher Literaturwissenschaftler und Bibliothekar                                                   | 87    |       |
| 19. Juli | Kurt Braunreuther                       | deutscher Soziologe und Hochschullehrer                                                               | 61    |       |
| 19. Juli | Lefty Frizzell                          | US-amerikanischer Country-Sänger                                                                      | 47    |       |
| 19. Juli | Arnold Kellerhals                       | Schweizer Verwaltungsdirektor                                                                         |       |       |
| 19. Juli | Rudolf Kühnl                            | deutscher Architekt und Dozent an der Kunsthochschule in Hamburg                                      | 73    |       |
| 19. Juli | David Lansana                           | höchster Militär und Staatspräsident in Sierra Leone                                                  | 53    |       |
| 19. Juli | Georg Sattler                           | deutscher Jurist, Verwaltungsbeamter und Politiker (DNVP)                                             | 95    |       |
| 19. Juli | Karl Schleinzer                         | österreichischer Politiker (ÖVP)                                                                      | 51    |       |
| 19. Juli | Götz Tilgener                           | deutscher Kommunarde, Terrorist der Bewegung 2. Juni                                                  |       |       |
| 20. Juli | Richard Gaines                          | US-amerikanischer Schauspieler                                                                        | 70    |       |
| 20. Juli | Erich Hintzsche                         | Arzt und Medizinhistoriker                                                                            | 74    |       |
| 20. Juli | Ernst Wunram                            | deutscher Politiker (CDU), MdL                                                                        | 80    |       |
| 21. Juli | Boris Andrejewitsch Babotschkin         | sowjetischer Schauspieler                                                                             | 71    |       |
| 21. Juli | Alice Lex-Nerlinger                     | deutsche Malerin und Fotografin                                                                       | 81    |       |
| 21. Juli | James Philip Mulvihill                  | kanadischer römisch-katholischer Bischof von Whitehorse                                               | 69    |       |
| 21. Juli | George Petty                            | US-amerikanischer Zeichner und Illustrator                                                            | 81    |       |
| 21. Juli | Carl Troll                              | deutscher Geograph                                                                                    | 75    |       |
| 21. Juli | Billy West                              | US-amerikanischer Schauspieler                                                                        | 82    |       |
| 22. Juli | Cas Oorthuys                            | niederländischer Fotograf und Widerstandskämpfer                                                      | 66    |       |
| 22. Juli | August Prosenik                         | jugoslawischer Radrennfahrer                                                                          | 58    |       |
| 22. Juli | Emlen Tunnell                           | US-amerikanischer American-Football-Spieler                                                           | 50    |       |
| 22. Juli | Benjamin Vanninen                       | finnischer Skilangläufer                                                                              | 54    |       |
| 23. Juli | Hans Neger                              | deutscher Fußballspieler                                                                              | 72    |       |
| 24. Juli | Barbara Colby                           | US-amerikanische Schauspielerin                                                                       | 36    |       |
| 24. Juli | Roland Gagnier                          | kanadischer Fagottist und Musikpädagoge                                                               | 70    |       |
| 24. Juli | Lester Johnson                          | US-amerikanischer Politiker                                                                           | 74    |       |
| 24. Juli | Charlotte von Kirschbaum                | deutsche Theologin                                                                                    | 76    |       |
| 24. Juli | Ludwig Platte                           | deutscher Politiker (SPD), MdL                                                                        | 60    |       |
| 24. Juli | Nicolas Rossolimo                       | französisch-US-amerikanischer Schachspieler                                                           | 65    |       |
| 25. Juli | Rudolf Braun                            | deutscher Unternehmer und Politiker (NSDAP), MdR                                                      | 86    |       |
| 25. Juli | Eugen Fink                              | deutscher Philosoph                                                                                   | 69    |       |
| 25. Juli | Alfred Gigon                            | Schweizer Arzt                                                                                        | 91    |       |
| 25. Juli | Rudolf Güngerich                        | deutscher Klassischer Philologe                                                                       | 75    |       |
| 25. Juli | Arnold Johnson                          | US-amerikanischer Jazz-Pianist und Bigband-Leader                                                     | 82    |       |
| 25. Juli | David Mitrany                           | britischer Politologe                                                                                 | 87    |       |
| 25. Juli | Elisabeth Pfeil                         | deutsche Stadtsoziologin                                                                              | 74    |       |
| 25. Juli | Felice Pirozzi                          | italienischer, römisch-katholischer Erzbischof und Diplomat des Heiligen Stuhls                       | 66    |       |
| 25. Juli | Erkki Tuominen                          | finnischer Politiker (SKP, SKDL)                                                                      | 60    |       |
| 25. Juli | Povl Wøldike                            | dänischer Schauspieler                                                                                | 75    |       |
| 26. Juli | Otto Blumenfeld                         | deutscher Reeder, Kaufmann und Kunstsammler                                                           | 91    |       |
| 26. Juli | Ariadna Sergejewna Efron                | russische Übersetzerin und Malerin                                                                    | 62    |       |
| 26. Juli | Walter Hitzinger                        | österreichischer Industriemanager                                                                     | 67    |       |
| 26. Juli | Ibrahim Baye Niass                      | islamischer Gelehrter und Heiliger (Marabout) und Gründungsvater einer Glaubensrichtung in Westafrika |       |       |
| 26. Juli | Thomas Tharayil                         | indischer Geistlicher, syro-malabarischer Bischof von Kottayam                                        | 76    |       |
| 26. Juli | Leigh Whipper                           | US-amerikanischer Schauspieler                                                                        | 98    |       |
| 27. Juli | Edmundo Piaggio                         | argentinischer Fußballspieler                                                                         | 69    |       |
| 27. Juli | Anne Spencer                            | US-amerikanische Schriftstellerin                                                                     | 93    |       |
| 28. Juli | John Eustace Arthur Baldwin             | britischer Air Marshal                                                                                | 83    |       |
| 28. Juli | Wilhelm Bergér                          | deutscher evangelischer Geistlicher                                                                   | 83    |       |
| 28. Juli | Arthur Emerson                          | US-amerikanischer Marineoffizier                                                                      | 81    |       |
| 28. Juli | Walter Hellman                          | schwedisch-US-amerikanischer Weltmeister im Damespiel                                                 | 59    |       |
| 28. Juli | Heinz Hummitzsch                        | deutscher SS-Sturmbannführer                                                                          | 65    |       |
| 28. Juli | William Rankine Milligan, Lord Milligan | schottischer Richter und Politiker                                                                    | 76    |       |
| 28. Juli | Georges Renaud                          | französischer Schachspieler                                                                           | 82    |       |
| 28. Juli | Alfred L. Werker                        | US-amerikanischer Filmregisseur                                                                       | 78    |       |
| 29. Juli | James Blish                             | US-amerikanischer Science-Fiction-Schriftsteller                                                      | 54    |       |
| 29. Juli | Chester W. Goble                        | US-amerikanischer Offizier und Politiker                                                              | 82    |       |
| 29. Juli | Elmer Diedrich Graper                   | US-amerikanischer Politikwissenschaftler                                                              | 90    |       |
| 29. Juli | Reuben Ellis Jenkins                    | US-amerikanischer Generalleutnant der US-Army                                                         | 79    |       |
| 30. Juli | John Dahlquist                          | US-amerikanischer Viersterne-General der US-Army                                                      | 79    |       |
| 30. Juli | Robert Grün                             | österreichischer Schriftsteller                                                                       | 66    |       |
| 31. Juli | Minna Ebel-Wilde                        | deutsche Oratorien-, Konzert- und Liedersängerin (Sopran)                                             | 84    |       |
| 31. Juli | Katō Daisuke                            | japanischer Schauspieler                                                                              | 64    |       |
| Juli     | Ralph Brinton                           | britischer Filmarchitekt                                                                              | 80    |       |
| Juli     | Angelo La Barbera                       | sizilianischer Mafioso                                                                                |       |       |
| Juli     | Joachim Spremberg                       | deutscher Ruderer, Olympiasieger                                                                      | 66    |       |
| Juli     | Lars Svendsen                           | grönländischer Gewerkschafter, Sportfunktionär und Musiker                                            | 49    |       |

## August
| Tag        | Name                                      | Beruf, bekannt als                                                                               | Alter | Beleg |
| ---------- | ----------------------------------------- | ------------------------------------------------------------------------------------------------ | ----- | ----- |
| 1. August  | Hellmut Aichele                           | deutscher Organist, Musikpädagoge, Chorleiter und Komponist                                      | 73    |       |
| 1. August  | Elly Burgmer                              | deutsche Schauspielerin                                                                          | 84    |       |
| 1. August  | Reiji Okazaki                             | japanischer Biologe                                                                              | 44    |       |
| 1. August  | Arlen Siu                                 | nicaraguanische Liedermacherin, Essayistin und sandinistische Revolutionärin                     | 20    |       |
| 1. August  | Raffaele Guglielmo Tenaglia               | italienischer Dirigent und Komponist                                                             | 91    |       |
| 1. August  | Ellard A. Walsh                           | US-amerikanischer Offizier, Generalmajor der Army National Guard                                 | 87    |       |
| 2. August  | Ruth Blum                                 | Schweizer Autorin                                                                                | 61    |       |
| 2. August  | Hugh S. Fowler                            | US-amerikanischer Filmeditor                                                                     | 63    |       |
| 2. August  | Kurt Freiherr von Liebenstein             | Generalmajor der Wehrmacht und später der Bundeswehr                                             | 76    |       |
| 2. August  | Muir Mathieson                            | britischer musikalischer Leiter und Dirigent                                                     | 64    |       |
| 2. August  | Karl Seßler                               | deutscher Politiker (SPD), MdL                                                                   | 91    |       |
| 2. August  | Fernando Soucy                            | kanadischer Sänger und Fiddlespieler                                                             | 48    |       |
| 2. August  | Jean Yarbrough                            | US-amerikanischer Regisseur und Fernsehproduzent                                                 | 74    |       |
| 3. August  | Robert O. Blood                           | US-amerikanischer Politiker                                                                      | 87    |       |
| 3. August  | Alfred Bund                               | deutscher Finanzwissenschaftler                                                                  | 92    |       |
| 3. August  | Rudolf Dölling                            | deutscher Generalmajor der NVA und Politiker (SED), MdV                                          | 72    |       |
| 3. August  | Andreas Embirikos                         | griechischer Dichter des Surrealismus                                                            | 73    |       |
| 3. August  | Rudolf Gschweidl                          | österreichischer Politiker (SPÖ), Abgeordneter zum Nationalrat                                   | 69    |       |
| 3. August  | Jack Molinas                              | US-amerikanischer Basketballspieler, Hauptfigur des NBA-Wettskandals                             | 43    |       |
| 3. August  | Primo Principi                            | italienischer römisch-katholischer Geistlicher, Kurienerzbischof                                 | 80    |       |
| 3. August  | Max Heinrich von Seubert                  | deutscher Industrieller                                                                          | 83    |       |
| 4. August  | Albrecht Appelhans                        | deutscher Maler, Grafiker und Illustrator                                                        | 74    |       |
| 4. August  | Adolf Gremmelspacher                      | deutscher Jurist und Kommunalpolitiker                                                           | 86    |       |
| 4. August  | Fumio Nanri                               | japanischer Jazzmusiker                                                                          | 64    |       |
| 4. August  | Sam Olij                                  | niederländischer Boxer und Kollaborateur                                                         | 74    |       |
| 4. August  | Lina Rotter                               | deutsche Politikerin (SPD), MdL                                                                  | 82    |       |
| 4. August  | Marguerite Steen                          | englische Schriftstellerin                                                                       | 81    |       |
| 5. August  | Manes Kartagener                          | Schweizer Internist                                                                              | 78    |       |
| 5. August  | Oskar Lutz                                | deutscher Politiker (GB/BHE, DRP), MdL                                                           | 73    |       |
| 5. August  | Gustav von Wangenheim                     | deutscher Schauspieler und Regisseur                                                             | 80    |       |
| 5. August  | Marc Wright                               | US-amerikanischer Stabhochspringer                                                               | 85    |       |
| 6. August  | Gérard Favere                             | belgischer Komponist und Dirigent                                                                | 72    |       |
| 6. August  | Heinrich Schauerte                        | deutscher Theologe, Professor für Religiöse Volkskunde                                           | 92    |       |
| 7. August  | James Griffiths                           | britischer Politiker (Labour Party), Mitglied des House of Commons                               | 84    |       |
| 7. August  | Felipe Liñán                              | mexikanischer Radrennfahrer                                                                      | 42    |       |
| 7. August  | Janus Theeuwes                            | niederländischer Bogenschütze                                                                    | 89    |       |
| 7. August  | Ruth Stephan                              | deutsche Schauspielerin und Kabarettistin                                                        | 48    |       |
| 8. August  | Cannonball Adderley                       | US-amerikanischer Jazz-Saxophonist                                                               | 46    |       |
| 8. August  | Sune Almkvist                             | schwedischer Bandy- und Fußballspieler                                                           | 89    |       |
| 8. August  | Corpus Barga                              | spanischer Schriftsteller und Journalist                                                         | 88    |       |
| 8. August  | Hans-Gerhard Dedeke                       | deutscher Politiker (NSDAP), MdR                                                                 | 71    |       |
| 8. August  | Else Knott                                | deutsche Schauspielerin                                                                          | 65    |       |
| 8. August  | Hugo Müller                               | Schweizer römisch-katholischer Geistlicher, Theologe und Onomastiker                             | 82    |       |
| 8. August  | Heinz Pannwitz                            | deutscher Gestapobeamter und SS-Führer                                                           | 64    |       |
| 8. August  | Eberhard Risse                            | deutscher Politiker (FDP), MdL                                                                   | 54    |       |
| 8. August  | Magda Schwelle                            | österreichische Opernsängerin und Konzertsängerin (Sopran/Koloratursopran)                       | 78    |       |
| 8. August  | Joseph Wauters                            | belgischer Radrennfahrer                                                                         | 69    |       |
| 9. August  | Siegfried Hermelink                       | deutscher Musikwissenschaftler                                                                   | 61    |       |
| 9. August  | Kasimir Mann                              | polnischer Maler und Grafiker                                                                    | 64    |       |
| 9. August  | Karl Nag                                  | norwegischer Ruderer                                                                             | 81    |       |
| 9. August  | Mita Sekisuke                             | japanischer Philosoph und Ökonom                                                                 | 69    |       |
| 9. August  | Bruno Poelke                              | deutscher Luftfahrtpionier                                                                       | 92    |       |
| 9. August  | Dmitri Dmitrijewitsch Schostakowitsch     | sowjetischer Komponist, Pianist und Pädagoge                                                     | 68    |       |
| 9. August  | Robert Stigler                            | österreichischer Mediziner, Hochschullehrer und Vertreter der NS-Rassenhygiene                   | 97    |       |
| 9. August  | Antonín Vodička                           | tschechoslowakischer Fußballspieler und -trainer, sowie Eishockeytrainer                         | 68    |       |
| 10. August | Robert Childers Barton                    | irischer Politiker und Jurist                                                                    |       |       |
| 10. August | Otto Emersleben                           | deutscher Mathematiker, Physiker und Hochschullehrer                                             | 77    |       |
| 10. August | Élisabeth de Wavrechin                    | französische Benediktinerin und Klostergründerin                                                 | 89    |       |
| 10. August | Maurice Zundel                            | Schweizer Geistlicher und Theologe                                                               | 78    |       |
| 11. August | Richard-Eugen Dörr                        | deutscher Ingenieur, Chemiker und Industrieller                                                  | 79    |       |
| 11. August | Alfred Hueck                              | deutscher Rechtswissenschaftler                                                                  | 86    |       |
| 11. August | Rachel Katznelson-Shazar                  | israelische Publizistin                                                                          | 89    |       |
| 11. August | Alfred Lee Loomis                         | US-amerikanischer Anwalt und Erfinder                                                            | 87    |       |
| 11. August | Anthony McAuliffe                         | US-amerikanischer General                                                                        | 77    |       |
| 11. August | Paul Schneider                            | deutscher Holzschnitzer                                                                          | 83    |       |
| 12. August | Erwin Gitt                                | deutscher Filmproduktions- und Herstellungsleiter                                                | 65    |       |
| 12. August | Werner Rittberger                         | deutscher Eiskunstläufer                                                                         | 84    |       |
| 12. August | Pinchas Sapir                             | israelischer Politiker der Arbeitspartei und Minister                                            | 68    |       |
| 13. August | Marie Eberhard                            | deutsche Malerin                                                                                 | 78    |       |
| 13. August | Oliver Emert                              | US-amerikanischer Artdirector und Szenenbildner                                                  | 72    |       |
| 13. August | Ernst Gaber                               | deutscher Ruderer, Olympiasieger 1936                                                            | 68    |       |
| 13. August | Murilo Mendes                             | brasilianischer Lyriker und Schriftsteller                                                       | 74    |       |
| 13. August | Felix Oberborbeck                         | deutscher Musikpädagoge, Dirigent und Chorleiter                                                 | 75    |       |
| 13. August | Eva Speyer                                | deutsche Schauspielerin                                                                          | 92    |       |
| 13. August | Horace Elmer Wood                         | US-amerikanischer Paläontologe                                                                   | 74    |       |
| 14. August | Eberhard Buchwald                         | deutscher Physiker                                                                               | 89    |       |
| 14. August | Charles Lewis Camp                        | US-amerikanischer Paläontologe und Zoologe                                                       | 82    |       |
| 14. August | Samuel Gringauz                           | deutsch-litauisch-US-amerikanischer Ökonom                                                       | 75    |       |
| 14. August | Raymond Kegeris                           | US-amerikanischer Schwimmer                                                                      | 73    |       |
| 14. August | Zsigmond Kisfaludi Strobl                 | ungarischer Bildhauer                                                                            | 91    |       |
| 14. August | Liu Ta-Chung                              | chinesischer Wirtschaftswissenschaftler                                                          | 60    |       |
| 14. August | Fritz Racek                               | österreichischer Musikwissenschaftler, Bibliothekar und Komponist                                | 64    |       |
| 15. August | Percy Cerutty                             | australischer Leichtathletiktrainer                                                              | 80    |       |
| 15. August | Karl Gatzen                               | deutscher Politiker (CDU), MdB                                                                   | 54    |       |
| 15. August | Maria Kahle                               | deutsche Schriftstellerin                                                                        | 84    |       |
| 15. August | Dia Luca                                  | österreichische Tänzerin, Ballettmeisterin und Tanzpädagogin                                     | 63    |       |
| 15. August | Mujibur Rahman                            | bangladeschischer Politiker, Gründer von Bangladesch                                             | 55    |       |
| 15. August | Bernhard Wedler                           | deutscher Bauingenieur                                                                           | 80    |       |
| 16. August | Karl Baueregger                           | österreichischer Politiker (ÖVP)                                                                 | 56    |       |
| 16. August | Fritz Bose                                | deutscher Musikethnologe                                                                         | 69    |       |
| 16. August | Alberto Cevenini                          | italienischer Schauspieler                                                                       |       |       |
| 16. August | Guillermo Gornall                         | chilenischer Fußballspieler                                                                      | 67    |       |
| 16. August | Wolodymyr Kuz                             | sowjetisch-ukrainischer Leichtathlet                                                             | 48    |       |
| 16. August | Elisabeth Liefmann-Keil                   | deutsche Volkswirtin und Hochschullehrerin                                                       | 67    |       |
| 16. August | Friedrich Sämisch                         | deutscher Schachmeister                                                                          | 78    |       |
| 16. August | Otto Schellert                            | deutscher Offizier, zuletzt General der Infanterie                                               | 86    |       |
| 16. August | Robert Stahl                              | deutscher Gewerkschafter und Politiker (SPD), MdL                                                | 72    |       |
| 16. August | Carlos Raúl Villanueva                    | venezolanischer Architekt                                                                        | 75    |       |
| 16. August | Johanna Wiesemann                         | deutsche Politikerin (CDU), MdL                                                                  | 80    |       |
| 17. August | Siegfried Arno                            | deutscher Schauspieler                                                                           | 79    |       |
| 17. August | Wilhelm Brepohl                           | deutscher Volkskundler und Soziologe                                                             | 81    |       |
| 17. August | Chang Chun-ha                             | südkoreanischer Politiker und Journalist                                                         | 56    |       |
| 17. August | Georges Dandelot                          | französischer Komponist klassischer Musik                                                        | 79    |       |
| 17. August | Jacob Feld                                | US-amerikanischer Bauingenieur                                                                   | 76    |       |
| 17. August | Sergei Wassiljewitsch Fomin               | russischer Mathematiker                                                                          | 57    |       |
| 17. August | Elsa Wagner                               | deutsche Film- und Theater-Schauspielerin                                                        | 94    |       |
| 17. August | Hans Wentzel                              | deutscher Kunsthistoriker                                                                        | 62    |       |
| 18. August | Hans Hildebrand                           | deutscher Politiker (FDP)                                                                        | 86    |       |
| 18. August | Luke Short                                | US-amerikanischer Schriftsteller und Journalist                                                  | 66    |       |
| 19. August | Mark Donohue                              | US-amerikanischer Formel-1-Rennfahrer                                                            | 38    |       |
| 19. August | John Murray Easton                        | schottischer Architekt                                                                           | 86    |       |
| 19. August | Ima Hogg                                  | US-amerikanische Philanthropin, Kunstsammlerin                                                   | 93    |       |
| 19. August | Jim Londos                                | griechisch-US-amerikanischer Ringer                                                              |       |       |
| 19. August | Donald H. McLean                          | US-amerikanischer Jurist und Politiker                                                           | 91    |       |
| 19. August | Frank Shields                             | US-amerikanischer Tennisspieler und Schauspieler                                                 | 65    |       |
| 19. August | Konrad Swinarski                          | polnischer Theaterregisseur                                                                      | 46    |       |
| 20. August | W. E. Drevlow                             | US-amerikanischer Politiker                                                                      | 85    |       |
| 20. August | Jürgen Jeglitza                           | deutscher Fußballspieler                                                                         | 32    |       |
| 20. August | Alfred Knott                              | deutscher Bildhauer und Grafiker                                                                 | 70    |       |
| 20. August | Max Marinko                               | jugoslawischer, tschechischer und kanadischer Tischtennisspieler                                 | 58    |       |
| 20. August | Karl Schwanzer                            | österreichischer Architekt und Designer                                                          | 57    |       |
| 20. August | Wilhelm Weischedel                        | deutscher Philosoph                                                                              | 70    |       |
| 21. August | Antonia Dietrich                          | deutsche Theaterschauspielerin                                                                   | 75    |       |
| 21. August | Jean Fabre                                | französischer Romanist und Literaturwissenschaftler                                              | 70    |       |
| 21. August | Georg Hackmann                            | deutscher Oberlandforstmeister                                                                   | 72    |       |
| 21. August | Werner Lindenau                           | deutscher Konteradmiral                                                                          | 82    |       |
| 21. August | Sam McGee                                 | US-amerikanischer Country-Musiker                                                                | 81    |       |
| 21. August | Eduard Wladimirowitsch Schpolski          | russischer Physiker                                                                              | 82    |       |
| 21. August | Richard T. Sollenberger                   | US-amerikanischer Psychologe und Professor                                                       | 68    |       |
| 22. August | Friedrich Borges                          | deutscher Politiker (SPD), MdA                                                                   | 66    |       |
| 22. August | Leopold Fischer                           | österreichischer Architekt                                                                       | 74    |       |
| 22. August | Guðrún frá Lundi                          | isländische Dichterin                                                                            | 88    |       |
| 22. August | Karl Heidemann                            | deutscher Politiker (NSDAP), MdR                                                                 | 80    |       |
| 22. August | Lancelot Hogben                           | englischer Zoologe, Genetiker, Statistiker und Schriftsteller                                    | 79    |       |
| 22. August | Andrzej Mostowski                         | polnischer Mathematiker und Logiker                                                              | 61    |       |
| 22. August | Martha Niggli                             | Schweizer Schriftstellerin und Übersetzerin                                                      | 85    |       |
| 23. August | Sidney Buchman                            | US-amerikanischer Drehbuchautor und Filmproduzent                                                | 73    |       |
| 23. August | Faruk Gürler                              | türkischer General und Politiker                                                                 |       |       |
| 23. August | Robert Mertens                            | deutscher Biologie und Museumsdirektor                                                           | 80    |       |
| 24. August | Konrad Döppert                            | deutscher Unternehmer und Kommunalpolitiker (CSU)                                                | 92    |       |
| 24. August | Knud Oldendow                             | dänischer Kaufmann, Jurist, Autor, Ornithologe und Inspektor sowie Landsfoged von Grönland       | 82    |       |
| 24. August | Charles Revson                            | US-amerikanischer Unternehmer                                                                    | 68    |       |
| 24. August | Erich Sander                              | deutscher Gymnasiallehrer und Historiker                                                         | 90    |       |
| 25. August | John Ray Dunning                          | amerikanischer Kernphysiker                                                                      | 67    |       |
| 25. August | Lidija Alexandrowna Fotijewa              | russische Revolutionärin, Privatsekretärin Lenins                                                | 93    |       |
| 25. August | Hans Martin Freyer                        | deutscher Maler, Designer und Gebrauchsgrafiker                                                  | 65    |       |
| 25. August | Joseph Kane                               | US-amerikanischer Filmregisseur                                                                  | 81    |       |
| 25. August | Jean Rebeyrol                             | französischer Schwimmer                                                                          | 71    |       |
| 25. August | Klemens Stadler                           | deutscher Archivar und Heraldiker                                                                | 67    |       |
| 25. August | Rupert Bayless Vance                      | US-amerikanischer Soziologe                                                                      | 76    |       |
| 26. August | Juliette Béliveau                         | kanadische Schauspielerin                                                                        | 85    |       |
| 26. August | Hermann Engel                             | deutscher Politiker (SPD), MdBB                                                                  | 76    |       |
| 26. August | Olaf Holtedahl                            | norwegischer Geologe                                                                             | 90    |       |
| 26. August | Carl Köhn                                 | deutscher Politiker (GB/BHE), MdL                                                                | 86    |       |
| 26. August | Günther Mahlmann                          | deutscher Fußballtrainer                                                                         | 66    |       |
| 26. August | Rudolf Meckel                             | sudetendeutscher Politiker (NSDAP), MdR                                                          | 65    |       |
| 26. August | Ferdinand Minnaert                        | belgischer Turner                                                                                | 87    |       |
| 26. August | Hans Theis                                | deutscher Autor, Dichter, Kommunalpolitiker                                                      | 54    |       |
| 26. August | İsmet Uluğ                                | türkischer Fußballspieler und -funktionär                                                        | 74    |       |
| 27. August | Maurice J. E. Brown                       | britischer Musikwissenschaftler                                                                  | 69    |       |
| 27. August | Geoffrey FitzClarence, 5. Earl of Munster | britischer Politiker der Conservative Party                                                      | 69    |       |
| 27. August | Adolf D. Klarmann                         | US-amerikanischer Literaturwissenschaftler                                                       | 70    |       |
| 27. August | Haile Selassie                            | letzter Kaiser von Äthiopien, Messiassymbol in der Rastafari-Bewegung                            | 83    |       |
| 27. August | Gyula Komarnicki                          | polnisch-ungarischer Jurist und Bergsteiger                                                      | 90    |       |
| 27. August | Efraín Orozco                             | kolumbianischer Komponist, Dirigent und Instrumentalist                                          | 78    |       |
| 28. August | Alice Barnett                             | amerikanische Komponistin und Musikpädagogin                                                     | 89    |       |
| 28. August | Maurice Becker                            | Karikaturist, Maler und sozialkritischer Künstler                                                |       |       |
| 28. August | Franz Moser                               | österreichischer Landwirt und Politiker (ÖVP), Abgeordneter zum Nationalrat                      | 73    |       |
| 28. August | Friedrich Müller                          | deutscher Klassischer Philologe und Hochschullehrer                                              | 74    |       |
| 28. August | Heinrich Troeger                          | deutscher Jurist und Politiker (SPD), MdL, Oberbürgermeister von Jena, hessischer Staatsminister | 74    |       |
| 28. August | Fritz Wotruba                             | österreichischer Bildhauer                                                                       | 68    |       |
| 29. August | Hans Groll                                | österreichischer Sportwissenschaftler und Sportpädagoge                                          | 66    |       |
| 29. August | August Haag                               | deutscher Gymnasiallehrer und Heimatforscher                                                     | 85    |       |
| 29. August | Miguel Montero                            | argentinischer Tangosänger                                                                       | 53    |       |
| 29. August | Erzsébet Schaár                           | ungarische Bildhauerin                                                                           | 67    |       |
| 29. August | Witali Jakowlewitsch Subow                | russischer Metallkundler und Hochschullehrer                                                     | 72    |       |
| 29. August | Éamon de Valera                           | irischer Politiker, Premierminister und Staatspräsident                                          | 92    |       |
| 30. August | Bob Baker                                 | US-amerikanischer Schauspieler                                                                   | 64    |       |
| 30. August | Roberto Cortés                            | chilenischer Fußballspieler                                                                      | 70    |       |
| 30. August | Urs Furrer                                | US-amerikanischer Kameramann                                                                     | 40    |       |
| 30. August | Maria Zelenka                             | österreichische Schauspielerin                                                                   | 80    |       |
| 31. August | Pierre Blaise                             | französischer Schauspieler                                                                       | 23    |       |
| 31. August | Şefiqa Gaspıralı                          | Krimtatarische Frauenrechtlerin und Journalistin                                                 | 88    |       |
| 31. August | Anton Huber                               | österreichischer Mathematiker                                                                    | 78    |       |
| 31. August | Robert Johnsen                            | dänischer Turner                                                                                 | 79    |       |
| 31. August | Jewgeni Jakowlewitsch Remes               | sowjetischer Mathematiker                                                                        | 79    |       |
| 31. August | Maria Schug-Kösters                       | deutsche Zahnmedizinerin                                                                         | 75    |       |
| August     | Carl Concelman                            | US-amerikanischer Elektroingenieur                                                               | 62    |       |
| August     | Rudolf Hanke                              | tschechisch-deutscher Kletterer und Bergsteiger                                                  | 72    |       |
| August     | Joachim Joesten                           | deutsch-US-amerikanischer Journalist und Publizist                                               | 68    |       |
| August     | Dolly Jones                               | US-amerikanische Jazztrompeterin und Kornettistin                                                | 72    |       |

## September
| Tag           | Name                                | Beruf, bekannt als                                                                             | Alter | Beleg |
| ------------- | ----------------------------------- | ---------------------------------------------------------------------------------------------- | ----- | ----- |
| 1. September  | William Rowan Browne                | australischer Geologe, Petrograph und Mineraloge                                               | 90    |       |
| 1. September  | Georg Kempff                        | deutscher Kirchenmusiker, Komponist und Autor                                                  | 81    |       |
| 2. September  | Gerald Ouellette                    | kanadischer Sportschütze                                                                       | 41    |       |
| 2. September  | Tazuko Sakane                       | japanische Filmregisseurin, Drehbuchautorin und Filmeditorin                                   | 70    |       |
| 3. September  | Ljubomir Dimitrow Andrejtschin      | bulgarischer Philologe                                                                         | 65    |       |
| 3. September  | Arne Flekstad                       | norwegischer Architekt und Filmarchitekt                                                       | 58    |       |
| 3. September  | Otto Gaul                           | deutscher Kunsthistoriker                                                                      | 72    |       |
| 3. September  | Sepp Hobiger                        | österreichischer Politiker (ÖVP), Landtagsabgeordneter                                         | 55    |       |
| 3. September  | George Marshall Kay                 | US-amerikanischer Geologe                                                                      | 70    |       |
| 3. September  | Hermann Krawinkel                   | deutscher Rechtswissenschaftler                                                                | 80    |       |
| 3. September  | Otto Kurz                           | österreichisch-britischer Kunsthistoriker und Orientalist                                      | 67    |       |
| 3. September  | Iwan Michailowitsch Maiski          | sowjetischer Diplomat, Politiker und Historiker                                                | 91    |       |
| 3. September  | Nicholas Musuraca                   | italienisch-US-amerikanischer Kameramann                                                       | 82    |       |
| 3. September  | Isidore Ostrer                      | deutscher Finanzier und Filmproduzent                                                          | 86    |       |
| 3. September  | Wolfgang Gans zu Putlitz            | deutscher Diplomat                                                                             | 76    |       |
| 4. September  | Walley Barnes                       | walisischer Fußballspieler und Moderator                                                       | 55    |       |
| 4. September  | Armand d’Harcourt                   | französischer Konteradmiral                                                                    | 91    |       |
| 4. September  | Alexander Alexandrowitsch Mejerow   | russischer Science-Fiction-Autor der Sowjetära                                                 | 60    |       |
| 4. September  | Karl Pfeffer                        | österreichischer Politiker (SPÖ), Abgeordneter zum Nationalrat                                 | 72    |       |
| 4. September  | Josef Schmid                        | deutscher Theologe und Hochschullehrer                                                         | 82    |       |
| 4. September  | Tsuboi Shigeji                      | japanischer Lyriker und Essayist                                                               | 76    |       |
| 5. September  | Cornelis B. Biezeno                 | niederländischer Ingenieurwissenschaftler für Mechanik                                         | 87    |       |
| 5. September  | Dōmoto Inshō                        | japanischer Maler                                                                              | 83    |       |
| 5. September  | Otto Leopold                        | deutscher Politiker (KPD/SED)                                                                  | 74    |       |
| 5. September  | Niginho                             | brasilianischer Fußballspieler                                                                 | 63    |       |
| 5. September  | Georg Ots                           | sowjetisch-estnischer Opernsänger (Bariton)                                                    | 55    |       |
| 5. September  | Artur Pankratz                      | deutscher Sozialist und Abgeordneter des Sejm                                                  | 82    |       |
| 5. September  | Ruth Parnitzke                      | deutsche Malerin                                                                               | 86    |       |
| 5. September  | Raymond Picard                      | französischer Romanist und Literaturwissenschaftler                                            | 58    |       |
| 5. September  | Antonietta Raphaël                  | jüdische italienische Malerin und Bildhauerin                                                  |       |       |
| 5. September  | Friedrich Schumacher                | deutscher Mineraloge und Hochschullehrer                                                       | 91    |       |
| 5. September  | Vic Suneson                         | schwedischer Kriminalschriftsteller                                                            | 63    |       |
| 5. September  | Hedwig Weiss-Sonnenburg             | deutsche Autorin                                                                               | 85    |       |
| 5. September  | Otto Westphal                       | deutscher Maler des Nachimpressionismus                                                        | 97    |       |
| 6. September  | Karl Ertl                           | österreichischer Militär-Kapellmeister und Komponist                                           | 65    |       |
| 6. September  | Edward Vieth Sittler                | deutsch-US-amerikanischer Autor und Hochschullehrer                                            | 59    |       |
| 6. September  | Joachim Sperling                    | deutscher General                                                                              | 83    |       |
| 06. September | Carlyle Tapsell                     | indischer Hockeyspieler                                                                        | 66    |       |
| 6. September  | Adolf Werner                        | deutscher Fußballspieler                                                                       | 88    |       |
| 7. September  | Rudolf Beutler                      | deutscher Klassischer Philologe                                                                | 64    |       |
| 7. September  | Eugenio Corrodi                     | Schweizer Fussballspieler                                                                      | 53    |       |
| 7. September  | Hanns Hagenauer                     | deutscher Maler, Zeichner und Grafiker                                                         | 79    |       |
| 7. September  | Kemal Rıfat Kalpakçıoğlu            | türkischer Fußballspieler und -schiedsrichter                                                  |       |       |
| 7. September  | Joachim Plötner                     | deutscher Dramaturg, Kritiker und Autor                                                        | 41    |       |
| 7. September  | Liliane Roehrs                      | deutsche Automobilrennfahrerin                                                                 | 75    |       |
| 7. September  | Wilhelm Thiele                      | österreichisch-US-amerikanischer Filmregisseur und Drehbuchautor                               | 85    |       |
| 8. September  | Erik Adlerz                         | schwedischer Wasserspringer                                                                    | 83    |       |
| 8. September  | Noel Charles                        | britischer Diplomat                                                                            | 83    |       |
| 8. September  | Donald B. Duncan                    | US-amerikanischer Admiral der US Navy                                                          | 79    |       |
| 8. September  | Pierre Montazel                     | französischer Kameramann                                                                       | 64    |       |
| 8. September  | Jack Mylong-Münz                    | russisch-US-amerikanischer Schauspieler in Deutschland und den USA                             | 82    |       |
| 8. September  | Ruben Reeves                        | US-amerikanischer Jazz-Trompeter des Chicago Jazz                                              | 69    |       |
| 9. September  | Johannes Brenner                    | estnischer Fußballspieler                                                                      | 69    |       |
| 9. September  | Leonello Casucci                    | italienischer Komponist und Pianist                                                            | 89    |       |
| 9. September  | Minta Durfee                        | US-amerikanische Schauspielerin der Stummfilmära                                               | 85    |       |
| 9. September  | Emilio Faldella                     | italienischer General                                                                          | 78    |       |
| 9. September  | Giuseppe Fatigati                   | italienischer Filmproduzent, Filmeditor und Filmregisseur                                      | 68    |       |
| 9. September  | Ernst Fuchs-Schönbach               | deutscher Kirchenmusiker und Komponist                                                         | 81    |       |
| 9. September  | Ethel Griffies                      | britische Schauspielerin                                                                       | 97    |       |
| 9. September  | Hans-Jürgen Hoyer                   | deutscher Journalist, Lokalredakteur der Frankfurter Rundschau                                 | 60    |       |
| 9. September  | John McGiver                        | US-amerikanischer Filmschauspieler                                                             | 61    |       |
| 9. September  | Hilge Nordmeier                     | deutsche Politikerin (SPD), MdHB                                                               | 79    |       |
| 9. September  | Fidel Ortíz                         | mexikanischer Boxer                                                                            | 66    |       |
| 9. September  | Eric Thompson                       | britischer Anthropologe, Pionier der Maya-Forschung                                            | 76    |       |
| 10. September | Claude B. Ferenbaugh                | US-amerikanischer Offizier, Generalleutnant der US-Army                                        | 76    |       |
| 10. September | Isaac Ganón                         | uruguayischer Soziologe                                                                        | 59    |       |
| 10. September | Heinz Heimsoeth                     | deutscher Philosoph                                                                            | 89    |       |
| 10. September | Hibino Shirō                        | japanischer Schriftsteller                                                                     | 72    |       |
| 10. September | Hans Swarowsky                      | österreichischer Dirigent und Musikpädagoge                                                    | 75    |       |
| 10. September | George Paget Thomson                | englischer Physiker und Nobelpreisträger                                                       | 83    |       |
| 11. September | Otto Brosius                        | deutscher Pädagoge und Hochschullehrer                                                         | 76    |       |
| 11. September | Franciszek Bujak                    | polnischer Skisportler                                                                         | 78    |       |
| 11. September | Georg Jungclas                      | deutscher Politiker (SPD) und Widerstandskämpfer                                               | 73    |       |
| 11. September | Friedrich Müller                    | deutscher Jurist und Landrat                                                                   | 86    |       |
| 12. September | Joe Alexander                       | US-amerikanischer American-Football-Spieler, -Trainer und Arzt                                 | 77    |       |
| 12. September | Gösta Andersson                     | schwedischer Ringer                                                                            | 58    |       |
| 12. September | Werner Ehrich                       | deutscher Politiker (DDP, FDP), MdBB                                                           | 74    |       |
| 12. September | Carl-Heinz Klubertanz               | deutscher Schauspieler, Regisseur und Theaterintendant                                         | 83    |       |
| 13. September | Jack Dunfee                         | britischer Automobilrennfahrer                                                                 | 73    |       |
| 13. September | Eberhard Kranzmayer                 | österreichischer Sprachwissenschaftler, Dialektologe und Namenforscher                         | 78    |       |
| 13. September | Shikō Munakata                      | japanischer Holzschneider und Maler                                                            | 72    |       |
| 13. September | Paul Ohnsorge                       | deutscher Künstler                                                                             | 59    |       |
| 14. September | Anne Day-Helveg                     | österreichische Tänzerin, Tanzlehrerin und Romanschriftstellerin                               | 76    |       |
| 14. September | Charles Greenway, 3. Baron Greenway | britischer Peer und Politiker                                                                  | 58    |       |
| 14. September | Knud Hilding                        | dänischer Schauspieler                                                                         | 53    |       |
| 14. September | Karl Keilmann                       | deutscher Politiker (FDP), MdL                                                                 | 75    |       |
| 14. September | Theodor Siebel                      | deutscher Unternehmer und Politiker (CDU), MdB                                                 | 78    |       |
| 15. September | Leon Abbey                          | US-amerikanischer Jazzmusiker                                                                  | 75    |       |
| 15. September | Antoine Abed                        | libanesischer Geistlicher, maronitischer Erzbischof                                            | 78    |       |
| 15. September | Franco Bordoni-Bisleri              | italienischer Pilot im Zweiten Weltkrieg                                                       | 62    |       |
| 15. September | Feng Zikai                          | chinesischer Maler und Karikaturist                                                            | 76    |       |
| 15. September | Pawel Ossipowitsch Suchoi           | russischer Flugzeugkonstrukteur, Chefdesigner des nach ihm benannten Konstruktionsbüros Suchoi | 80    |       |
| 16. September | Johannes van der Corput             | niederländischer Mathematiker                                                                  | 85    |       |
| 16. September | Françoise Cotron-Henry              | französische Pianistin und Komponistin                                                         | 39    |       |
| 16. September | Max Nedwed                          | österreichischer Jurist, Gestapo-Mitarbeiter und SS-Führer                                     | 73    |       |
| 16. September | Fritz Stopp                         | deutscher Lehrer und Botaniker                                                                 | 89    |       |
| 17. September | Krešimir Baranović                  | kroatischer Komponist und Dirigent                                                             | 81    |       |
| 17. September | Carlo Jacob Koch                    | deutscher Kaufmann und Vorsitzender der Bremer Baumwollbörse                                   | 80    |       |
| 17. September | Włodzimierz Krygier                 | polnischer Eishockey- und Fußballspieler                                                       | 75    |       |
| 17. September | Nicola Moscona                      | US-amerikanischer Sänger griechischer Herkunft                                                 | 67    |       |
| 18. September | Luis Concha Córdoba                 | kolumbianischer Kardinal und Erzbischof von Bogotá                                             | 83    |       |
| 18. September | Georg Grüll                         | österreichischer Historiker und Burgenforscher                                                 | 75    |       |
| 18. September | Dorothee Günther                    | deutsche Tänzerin                                                                              | 78    |       |
| 18. September | Fairfield Porter                    | US-amerikanischer Maler, Druckgrafiker und Schriftsteller                                      | 68    |       |
| 18. September | Albert Rapp                         | deutscher Jurist, SS-Obersturmbannführer und NS-Täter                                          | 66    |       |
| 18. September | Felix Weil                          | deutsch-argentinischer Mäzen                                                                   | 77    |       |
| 19. September | Heinrich Addicks                    | deutscher Politiker (CDU)                                                                      | 87    |       |
| 19. September | Senta Bonacker                      | deutsche Film- und Theaterschauspielerin                                                       | 69    |       |
| 19. September | Pamela Brown                        | britische Schauspielerin                                                                       | 58    |       |
| 19. September | Fritz Lichtenegger                  | österreichischer Politiker (HB), Abgeordneter zum Nationalrat                                  | 75    |       |
| 19. September | Fritzi Löw                          | österreichische Designerin und Mitarbeiterin der Wiener Werkstätte                             | 82    |       |
| 19. September | Geoffry Scoones                     | britischer General und Diplomat                                                                | 82    |       |
| 19. September | Wend von Wietersheim                | deutscher Offizier und Generalleutnant im Zweiten Weltkrieg                                    | 75    |       |
| 20. September | Otto Barthel                        | deutscher Lehrer und Schriftsteller                                                            | 80    |       |
| 20. September | Zoe Droysen                         | deutsche Dichterin und Schriftstellerin                                                        | 90    |       |
| 20. September | Mieczysław Kapiak                   | polnischer Radrennfahrer                                                                       | 64    |       |
| 20. September | Vincent Lopez                       | US-amerikanischer Pianist und Bandleader                                                       | 79    |       |
| 20. September | Saint-John Perse                    | französischer Dichter und Diplomat                                                             | 88    |       |
| 20. September | Leo Regener                         | deutscher Schulpolitiker, Gewerkschafter und Pädagoge                                          | 75    |       |
| 20. September | Ludwig Wastlhuber                   | deutscher Orgelbauer                                                                           | 64    |       |
| 20. September | Hans Zepernick                      | deutscher Leichtathlet                                                                         | 54    |       |
| 21. September | Karl Ebert                          | deutscher Politiker (SPD)                                                                      | 76    |       |
| 21. September | Bedri Rahmi Eyüboğlu                | türkischer Künstler und Lyriker                                                                |       |       |
| 21. September | Eugen Hänle                         | deutscher Ingenieur, Segelflugzeugbauer                                                        | 50    |       |
| 22. September | Enrico Bompiani                     | italienischer Mathematiker                                                                     | 86    |       |
| 22. September | Jack Delaney                        | US-amerikanischer Jazzmusiker                                                                  | 45    |       |
| 22. September | Yvonne Godard                       | französische Schwimmerin                                                                       | 67    |       |
| 22. September | George Lamsa                        | assyrischer Schriftsteller und Bibelübersetzer                                                 |       |       |
| 22. September | Franz Salmhofer                     | österreichischer Komponist, Dirigent und Dichter                                               | 75    |       |
| 23. September | Erich Baer                          | deutsch-kanadischer Chemiker                                                                   | 74    |       |
| 23. September | Ian Hunter                          | britischer Schauspieler                                                                        | 75    |       |
| 23. September | Bernhard Nikodemus                  | deutscher Regierungsbeamter und SPD-Mitglied                                                   | 74    |       |
| 23. September | René Thomas                         | französischer Rennfahrer und Flugpionier                                                       | 89    |       |
| 23. September | Giselher Wirsing                    | deutscher Journalist                                                                           | 68    |       |
| 24. September | Earle Cabell                        | US-amerikanischer Politiker                                                                    | 68    |       |
| 24. September | Elisabeth Castonier                 | deutsche Schriftstellerin                                                                      | 81    |       |
| 24. September | Octaviano Márquez y Tóriz           | mexikanischer Geistlicher, Erzbischof von Puebla de los Ángeles                                | 71    |       |
| 24. September | John Thomas Toohey                  | australischer Ordensgeistlicher und römisch-katholischer Bischof von Maitland                  | 70    |       |
| 24. September | Clovis Trouille                     | französischer Sonntagsmaler, Restaurator und Dekorateur von Schaufensterpuppen                 | 85    |       |
| 25. September | Jehoschua Bar-Hillel                | israelischer Philosoph, Mathematiker und Linguist                                              | 60    |       |
| 25. September | Etta Becker-Donner                  | österreichische Ethnologin                                                                     | 63    |       |
| 25. September | Kurt Bork                           | deutscher Politiker (SED), stellvertretender Minister für Kultur der DDR                       | 69    |       |
| 25. September | Iliazd                              | russisch-georgisch-französischer Autor, Typograph und Verleger                                 | 81    |       |
| 25. September | Henry Kenny                         | irischer Politiker                                                                             | 62    |       |
| 25. September | Adolf Kurtz                         | deutscher Pfarrer, Gegner des Nazi-Regimes                                                     | 84    |       |
| 25. September | Heinz Müller                        | deutscher Radrennfahrer und Weltmeister                                                        | 51    |       |
| 25. September | Ludwig Neundörfer                   | deutscher Soziologe                                                                            | 74    |       |
| 25. September | Arnold Pillat                       | österreichischer Augenarzt                                                                     | 83    |       |
| 25. September | Ilona Štěpánová-Kurzová             | tschechische Pianistin und Klavierlehrerin                                                     | 75    |       |
| 26. September | Karl Berthold                       | deutscher Goldschmied und Funktionär im Dritten Reich                                          | 85    |       |
| 26. September | Mick Burke                          | englischer Bergsteiger und Kameramann                                                          |       |       |
| 26. September | Ludwig Engel                        | deutscher Politiker (SPD), MdL, Oberbürgermeister von Darmstadt                                | 68    |       |
| 26. September | Åge Lundström                       | schwedischer Springreiter                                                                      | 85    |       |
| 26. September | Jacob Paludan                       | dänischer Schriftsteller                                                                       | 79    |       |
| 26. September | Ernst-August Roth                   | deutscher Generalleutnant                                                                      | 77    |       |
| 26. September | S. Walter Stauffer                  | US-amerikanischer Politiker                                                                    | 87    |       |
| 26. September | Danyal Topatan                      | türkischer Schauspieler                                                                        |       |       |
| 26. September | Conrad Hal Waddington               | britischer Entwicklungsbiologe, Paläontologe, Genetiker, Embryologe und Philosoph              | 69    |       |
| 27. September | Mary Achenbach                      | deutsche Malerin und Fotografin                                                                | 92    |       |
| 27. September | Maurice Feltin                      | französischer Geistlicher, Erzbischof von Paris und Kardinal                                   | 92    |       |
| 27. September | Mark Frechette                      | US-amerikanischer Schauspieler                                                                 | 27    |       |
| 27. September | Ernst Gagel                         | deutscher Gymnasialprofessor und Heimatforscher                                                | 59    |       |
| 27. September | Werner Kemper                       | deutscher Arzt, Psychoanalytiker und Pionier der Gruppenpsychotherapie                         | 76    |       |
| 27. September | Ernst Klapp                         | deutscher Agrarwissenschaftler                                                                 | 81    |       |
| 27. September | Jack Lang                           | australischer Politiker                                                                        | 98    |       |
| 27. September | Kazimierz Moczarski                 | polnischer Journalist, Propagandachef der Polnischen Heimatarmee                               | 68    |       |
| 27. September | Charlie Monroe                      | US-amerikanischer Countrysänger                                                                | 72    |       |
| 27. September | T. R. Seshadri                      | indischer Chemiker                                                                             | 75    |       |
| 27. September | Roy Stryker                         | US-amerikanischer Ökonom und Fotograf                                                          | 81    |       |
| 28. September | William Platt                       | britischer General                                                                             | 90    |       |
| 28. September | Egon Schmitz-Cliever                | deutscher Arzt und Medizinhistoriker                                                           | 62    |       |
| 28. September | Margarete Weinhandl                 | österreichisch-deutsche Schriftstellerin, Erzählerin, Lyrikerin und Lehrerin                   | 95    |       |
| 28. September | Agnes Windeck                       | deutsche Schauspielerin                                                                        | 87    |       |
| 29. September | John Henry Brookes                  | britischer Handwerker, Künstler und Pädagoge                                                   | 84    |       |
| 29. September | Léonce Jore                         | französischer Kolonialbeamter                                                                  | 93    |       |
| 29. September | Ruben Alfredo Andresen Leitão       | portugiesischer Historiker und Schriftsteller                                                  | 55    |       |
| 29. September | Jost Metzler                        | deutscher Offizier, zuletzt Korvettenkapitän                                                   | 66    |       |
| 29. September | Eduard Spoelgen                     | deutscher Architekt, kommunaler Baubeamter und Kommunalpolitiker, Oberbürgermeister von Bonn   | 98    |       |
| 29. September | Casey Stengel                       | US-amerikanischer Baseballspieler und -manager                                                 | 85    |       |
| 30. September | Reinhold Bicher                     | deutscher Maler und Graphiker                                                                  | 80    |       |
| 30. September | Marcus Breger                       | österreichisch-rumänisch-US-amerikanischer Rabbiner und Hochschullehrer                        | 70    |       |
| 30. September | Josef Hölzl                         | deutscher Jurist, Beamteter Staatssekretär                                                     | 74    |       |
| 30. September | Charles Royle, Baron Royle          | britischer Politiker, Mitglied des House of Commons und Unternehmer                            | 79    |       |
| 30. September | Rudolph E. Siegel                   | US-amerikanischer Arzt und Medizinhistoriker                                                   | 75    |       |
| September     | Rudi Ball                           | deutscher Eishockeyspieler                                                                     | 65    |       |
| September     | Durrīya Schafīq                     | ägyptische Journalistin und Feministin                                                         | 66    |       |